# Prospero Balbo
Prospero Balbo, conte di Vinadio (Chieri, 1º luglio 1762 – Torino, 14 marzo 1837), è stato un politico italiano, sindaco di Torino, presidente perpetuo dell'Accademia delle Scienze di Torino, rettore dell'Università di Torino e ministro del Regno di Sardegna.

## Biografia

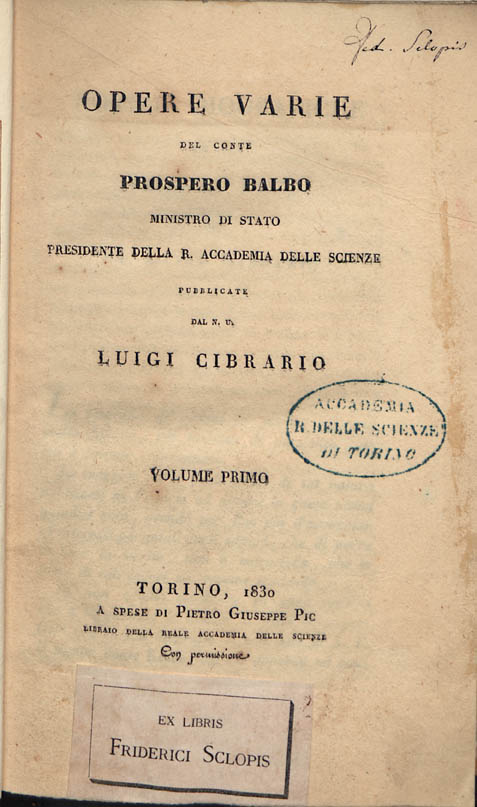
Opere, 1830

Nato a Chieri il 1º luglio 1762 da Carlo Gaetano Balbo di Vinadio e da Paola Benso e rimasto orfano all'età di tre anni, viene accolto in casa del conte G. B. Lorenzo Bogino - primo ministro di Carlo Emanuele III e secondo marito della nonna materna Teresa Beraudo di Pralormo - che lo adotta come figlio e lo avvia alla politica.
Laureato in Diritto all'Università di Torino, nel 1782 è tra i fondatori della Patria Società Letteraria e in tale veste inizia a collaborare agli Ozi letterari, alla Biografia Piemontese del Tenivelli (cui il B. apporta il contributo di accurate annotazioni) e alla Biblioteca Oltremontana. Socio dell'Accademia delle Scienze dal 1783, anno della sua fondazione, nel 1788 ne è nominato segretario aggiunto e dal 25 novembre 1815 presidente perpetuo. Tra il 1789 e il 1791, pubblica cinque saggi di aritmetica politica.
In qualità di politico, ha un ruolo di mediazione tra partito del legittimismo monarchico (conservatore) ed il partito filo-francese (innovatore).
Il 22 febbraio 1789, dopo un trascorso come decurione nella giunta comunale, è eletto sindaco di Torino e si sposa con Enrichetta Tapparelli d'Azeglio (Torino 4 aprile 1772-marzo 1792) di appena diciassette anni. Da lei, morta ancora giovane, avrà tre figli: il primo fu Cesare Balbo (21 novembre 1789), futuro primo ministro del Regno di Sardegna, poi Ferdinando (27 gennaio 1791) e Paolina (4 marzo 1792).
Nel 1796, in un momento di grave crisi per la monarchia sabauda, in seguito all'ingresso di Bonaparte in Italia, è nominato dal re Vittorio Amedeo III ambasciatore a Parigi dove rimane fino alla caduta della monarchia sabauda nell'inverno del 1798. Rifugiatosi nel 1799 prima in Spagna e poi a Firenze - dopo essersi risposato con Maddalena Caterina des Isnard, nata ad Avignone da una nobile famiglia originaria d'Asti - rientra in Piemonte nel novembre del 1799, dopo la restaurazione austro-russa, ottenendo dal sovrano l'incarico di Controllore Generale delle Finanze che terrà fino al marzo 1800. Rifugiatosi a Firenze dopo il ritorno dei francesi in Piemonte, rimane nella capitale toscana fino al 1805 quando accetta di rientrare a Torino - città ormai annessa alla Francia napoleonica - per assumere la carica di Rettore dell'Università e di Ispettore Generale della Pubblica Istruzione, offertagli personalmente da Napoleone, desideroso di riconciliarsi con una parte dell'élite monarchica. 
Allontanato da tutte le cariche con la restaurazione del 1814, viene presto richiamato da Vittorio Emanuele I che nel 1818 gli propone la carica di Viceré di Sardegna, da lui rifiutata, quindi nel 1819 di Presidente del Magistrato della Riforma (di fatto ministro dell'istruzione). Nel 1820 Balbo è promosso Ministro degli interni nel governo presieduto dal Ministro degli Esteri Antonio Asinari di San Marzano. Favorevole a caute aperture costituzionali, viene licenziato dal re Carlo Felice l'11 marzo 1821 in seguito alla presentazione di una bozza di costituzione ritenuta troppo avanzata. Travolto dalle insurrezioni del 1821, si ritira dalla politica attiva dedicandosi agli studi, mantenendo la carica di Presidente dell'Accademia delle Scienze.
Con l'avvento al trono di Carlo Alberto di Savoia Carignano, nel 1831, torna ad essere ascoltato a corte e viene nominato Presidente della sezione di Finanze del Consiglio di Stato, ma si dimette nel 1834 dopo essersi scontrato con i consiglieri più conservatori. Nel 1833 è nominato presidente della Regia Deputazione di Storia Patria (poi Deputazione Subalpina di Storia Patria), istituita in quello stesso anno da Carlo Albert per sviluppare gli studi sulla storia dei suoi domini e della dinastia. In questa veste si adopera per promuovere gli studi storici, favorendo studiosi come Luigi Cibrario, Federigo Sclopis ed Ercole Ricotti.
Muore a Torino nel 1837.

## Opere
- Opere, Torino, Pietro Giuseppe Pic, 1830.